# El Brillante Fraccionamiento
El Brillante Fraccionamiento är en ort i Mexiko.   Den ligger i kommunen Ameca och delstaten Jalisco, i den centrala delen av landet, 500 km väster om huvudstaden Mexico City. El Brillante Fraccionamiento ligger 1 243 meter över havet och antalet invånare är 357.
Terrängen runt El Brillante Fraccionamiento är varierad. Runt El Brillante Fraccionamiento är det ganska tätbefolkat, med 70 invånare per kvadratkilometer. Närmaste större samhälle är Ameca, 1,8 km sydväst om El Brillante Fraccionamiento. Trakten runt El Brillante Fraccionamiento består till största delen av jordbruksmark.